# 泊谷裕夫
泊谷 裕夫（とまりや やすお、1921年（大正10年）8月10日 - 1991年（平成3年）10月5日）は、昭和期の労働運動家、政治家。衆議院議員。

## 経歴
北海道幌別郡、現在の登別市出身。1944年（昭和19年）日本国有鉄道札幌鉄道教習所運輸高等科を修了。
北海道大学医学部附属登別分院勤務、室蘭駅助役、副鉄道官補、運輸事務官、国鉄労働組合北海道地評議長、全北海道労働組合協議会議長、北海道交通運輸労働組合協議会議長、北海道産業教育審議会委員、北海道環境衛生適正化審議会委員、札幌陸運局自動車運送協議会委員、北海道開発審議会委員などを務めた。
1963年（昭和38年）11月の第30回衆議院議員総選挙で北海道第1区から日本社会党公認で出馬して当選し、衆議院議員に1期在任した。この間、社会党札幌支部労働部長、同造船海運対策特別委員会事務局長、同院内役員、同地方公営企業特別副委員長、同都市交通特別副委員長などを務めた。その後、第32回総選挙まで連続2回立候補したがいずれも落選した。
その後、社会党北海道本部副委員長、北海道交通社長室長などを務めた。
1970年（昭和45年）、社会党のパイプによりサハリン州への墓参が認められたことから、同年11月7日、墓参団（一行14人）の団長、社会党の代表としてソビエト連邦を訪問した。

## 選挙歴
| 当落 | 選挙                   | 執行日         | 選挙区      | 政党       | 得票数    | 得票率 | 定数 | 得票順位 /候補者数 | 政党内比例順位 /政党当選者数 |
| ---- | ---------------------- | -------------- | ----------- | ---------- | --------- | ------ | ---- | ------------------ | ---------------------------- |
| 当   | 第30回衆議院議員総選挙 | 1963年11月21日 | 旧北海道1区 | 日本社会党 | 6万4215票 | 13.8%  | 5    | 4/7                | /                            |
| 落   | 第31回衆議院議員総選挙 | 1967年01月29日 | 旧北海道1区 | 日本社会党 | 7万3649票 | 11.4%  | 5    | 6/10               | /                            |
| 落   | 第32回衆議院議員総選挙 | 1969年12月27日 | 旧北海道1区 | 日本社会党 | 5万4867票 | 8.4%   | 5    | 7/11               | /                            |